# Kevin O'Shea
Kevin Christopher O'Shea (San Francisco, 10 luglio 1925 – San Francisco, 21 febbraio 2003) è stato un cestista, allenatore di pallacanestro e dirigente sportivo statunitense, professionista nella NBA e nella ABL.

## Carriera
Venne selezionato dai Minneapolis Lakers al primo giro del Draft NBA 1950 (10ª scelta assoluta).

## Palmarès
- 2 volte NCAA AP All-America First Team (1948, 1950)
- NCAA AP All-America Third Team (1949)